# Diocesi di Tanjore

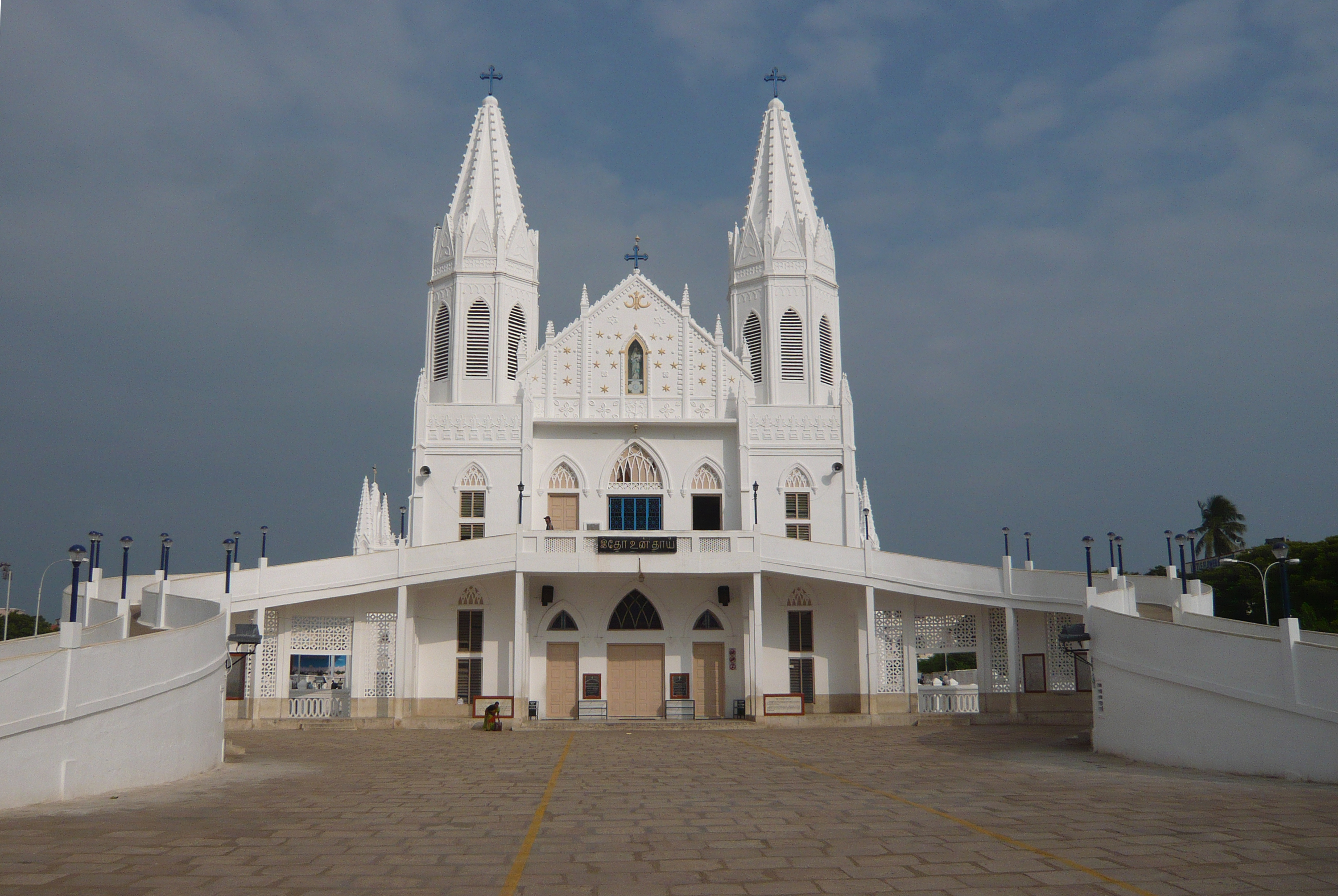
La basilica di Nostra Signora della Salute a Velankanni.

La diocesi di Tanjore (in latino Dioecesis Taniorensis) è una sede della Chiesa cattolica in India suffraganea dell'arcidiocesi di Pondicherry e Cuddalore. Nel 2022 contava 469.000 battezzati su 7.026.000 abitanti. È retta dal vescovo Sagayaraj Thamburaj.

## Territorio
La diocesi comprende i distretti di Thanjavur (ad eccezione dei taluks di Papanasam e Kumbakonam), Tiruvarur e Nagapattinam, 6 taluks del distretto di Pudukkottai e altri 2 del distretto di Cuddalore, nello stato indiano del Tamil Nadu.
Sede vescovile è la città di Thanjavur, dove si trova la cattedrale del Sacro Cuore di Gesù. A Velankanni sorge la basilica minore di Nostra Signora della Salute.
Il territorio è suddiviso in 96 parrocchie.

## Storia
La diocesi è stata eretta il 13 novembre 1952 con la bolla Ex primaevae Ecclesiae di papa Pio XII, ricavandone il territorio dalla diocesi di São Tomé di Meliapore, che contestualmente venne unita nell'arcidiocesi di Madras e Mylapore.
Originariamente suffraganea della stessa arcidiocesi di Madras e Mylapore, il 19 settembre 1953 in forza della bolla Mutant res dello stesso papa Pio XII è entrata a far parte della provincia ecclesiastica di Pondicherry e Cuddalore.

## Cronotassi dei vescovi
Si omettono i periodi di sede vacante non superiori ai 2 anni o non storicamente accertati.
- Rajarethinam Arokiasamy Sundaram † (4 febbraio 1953 - 12 settembre 1986 ritirato)
- Packiam Arokiaswamy † (12 settembre 1986 - 28 giugno 1997 ritirato)
- Devadass Ambrose Mariadoss † (28 giugno 1997 - 4 febbraio 2023 ritirato)
- Sagayaraj Thamburaj, dal 13 luglio 2024

## Statistiche
La diocesi nel 2022 su una popolazione di 7.026.000 persone contava 469.000 battezzati, corrispondenti al 6,7% del totale.
| anno | popolazione | popolazione | popolazione | presbiteri | presbiteri | presbiteri | presbiteri                | diaconi | religiosi | religiosi | parrocchie |
| anno | battezzati  | totale      | %           | numero     | secolari   | regolari   | battezzati per presbitero | diaconi | uomini    | donne     | parrocchie |
| ---- | ----------- | ----------- | ----------- | ---------- | ---------- | ---------- | ------------------------- | ------- | --------- | --------- | ---------- |
| 1970 | 122.000     | 2.458.218   | 5,0         | 74         | 69         | 5          | 1.648                     |         | 7         | 331       | 43         |
| 1980 | 156.180     | 3.025.485   | 5,2         | 86         | 81         | 5          | 1.816                     |         | 23        | 145       | 48         |
| 1990 | 199.094     | 5.518.000   | 3,6         | 131        | 118        | 13         | 1.519                     |         | 26        | 504       | 64         |
| 1999 | 206.970     | 6.019.000   | 3,4         | 164        | 148        | 16         | 1.262                     |         | 19        | 539       | 74         |
| 2000 | 207.190     | 1.814.818   | 11,4        | 167        | 147        | 20         | 1.240                     |         | 58        | 560       | 74         |
| 2001 | 207.950     | 3.824.331   | 5,4         | 170        | 152        | 18         | 1.223                     |         | 51        | 560       | 75         |
| 2002 | 192.381     | 3.808.262   | 5,1         | 173        | 153        | 20         | 1.112                     |         | 55        | 526       | 75         |
| 2003 | 192.381     | 3.808.262   | 5,1         | 174        | 154        | 20         | 1.105                     |         | 25        | 526       | 75         |
| 2004 | 193.560     | 3.820.117   | 5,1         | 175        | 155        | 20         | 1.106                     |         | 55        | 526       | 75         |
| 2010 | 260.800     | 4.223.000   | 6,2         | 195        | 164        | 31         | 1.337                     |         | 71        | 650       | 86         |
| 2014 | 310.382     | 4.869.291   | 6,4         | 215        | 164        | 51         | 1.443                     |         | 69        | 783       | 89         |
| 2017 | 339.863     | 5.092.290   | 6,7         | 224        | 164        | 60         | 1.517                     |         | 79        | 724       | 92         |
| 2020 | 459.500     | 6.888.040   | 6,7         | 235        | 168        | 67         | 1.955                     |         | 86        | 671       | 96         |
| 2022 | 469.000     | 7.026.000   | 6,7         | 258        | 185        | 73         | 1.817                     |         | 81        | 715       | 96         |